# Aleksis Kiven katu (Tampere)
Pour les articles homonymes, voir Aleksis Kiven katu.
La rue d'Aleksis Kivi (finnois : Aleksis Kiven katu) est une rue des quartiers de   Tammerkoski et Nalkala à Tampere en Finlande.

## Présentation
La rue longe la bordure ouest de la place centrale de Tampere et son extrémité sud s'étend jusqu'à la place Laukontori.
À l'extrémité nord de la rue se trouve Satakunnankatu.
D'autres rues transversales sont Puutarhakatu, Kauppakatu, Hämeenkatu et Hallituskatu
,,,.
La rue d'Aleksis Kivi est l'une des rues les plus importantes de Tampere, à la fois en termes d'emplacement et de statut.
Le long de cette artère se trouvent, entre autres, les principaux bâtiments administratifs de la ville, le bâtiment de l'administration centrale et la mairie.
Dans le plan de ville actuel, la place de l'hôtel de ville est une place de marché
,,.
La section de rue entre Hämeenkatu et Hallituskatu a été transformée en rue piétonne.

## Bâtiments
| Adresse | Bâtiment                | Image | Année      | Architecte                       | Réf.   |
| 10–12   | Tekstiilitalo           |       | 1958       | Jaakko Tähtinen                  | ,      |
| 14–16   | Keskusvirastotalo       |       | 1967, 1975 | Aarne Ervi                       | ,      |
| 18      | Maison de Kela          |       | 1981       | Antti Tähtinen                   | ,      |
| 20      | Maison Sandberg         |       | 1882–1897  | Frans Ludvig Calonius            | ,      |
| 22      | Mairie                  |       | 1890       | Georg Schreck                    | ,      |
| 24      | Maison du Commerce      |       | 1899       | Andersin, Jung & Bomanson        | ,      |
| 26      | Maison de STS           |       | 1965       | Kaija ja Heikki Siren            | ,      |
| 11      | Maison Palander         |       | 1901, 1905 | Birger Federley Vihtori Heikkilä | [ 21 ] |
| 26b     | Puhelinosuuskunnan talo |       | 1933       | Bertel Strömmer                  | ,      |
| 13      | Maison Huber            |       | 1949, 1950 | Bertel Strömmer                  | ,      |
| 15      | Kauppaseuran talo       |       | 1957       | Jaakko Tähtinen                  | ,      |
| 32      | Laukonlinna             |       | 1907       | Birger Federley                  | [ 28 ] |